# ساوا چواکینسکی
ساوا چواکینسکی (روسی: Савва Иванович Чевакинский) معمار روسی سبک باروک بود. او در سن پترزبورگ و تزارسکو سلو کار می‌کرد.

## زندگی‌نامه
چواکینسکی در سال ۱۷۰۹ یا ۱۷۱۳ در یک خانواده نجیب در دهکده وشکی در منطقه نوووتوژسکی در استان تور متولد شد. در سال ۱۷۲۹ وارد آکادمی نیروی دریایی در سن پترزبورگ شد، از آنجا که در سال ۱۷۳۴ به هنگ نگهبانان زندگی اسماعیلوفسکی منصوب شد. بنا به درخواست هیئت دریاسالار وی به دلیل غیبت غیرمجاز از آکادمی مرخص شد و سپس در شرکت معماری ایوان کوروبوف، به مدت هفت سال کارآموزی کرد. در سال ۱۷۳۹ چواکینسکی فعالیت مستقل خود را آغاز کرد. از سال ۱۷۴۱ تا ۱۷۶۷ او معمار ارشد انجمن دریاسالار بود. از سال ۱۷۴۵ تا ۱۷۶۰ او معمار تزارسکو سلو بود، و نظارت بر بازسازی کاخ و پارک اطراف آن بود. در اینجا چواکینسکی دو ساختمان (کلیسا و یک تالار) را که به وسیله گالری‌ها به قسمت مرکزی کاخ متصل شده بود، بنا کرد، غرفه «مونبیشو» (که مقامات کاخ را در خود جای می‌داد) برپا کرد و در ایجاد غرفه «ارمیتاژ» شرکت کرد.

## آثار
بزرگترین ساختمان چواکینسکی در سن پترزبورگ کلیسای جامع دریایی سنت نیکلاس (۱۷۵۳–۱۷۶۲) با یک برج ناقوس جداگانه (۱۷۵۶–۱۷۵۸) بود. او همچنین کونستکامرا، موزه مردم‌شناسی و قوم‌شناسی را که توسط پتر بزرگ تأسیس شده، بازسازی کرد. چواکینسکی همچنین خانه‌های بزرگ خصوصی را طراحی کرد. برای خانواده شرمتف، وی خانه چشمه (۱۷۵۰–۱۷۵۵) را بر روی خاکریز رودخانه فونتانکا، که اکنون ساختمان آن موزه ادبی و یادبود آنا آخماتووا است، بنا کرد. برای خانواده شوالف، او یک عمارت در گوشه ای ازخیابان مالایاساداوایا و ایتالیامسکایا ساخته‌است (۱۷۴۹–۱۷۵۶، بازسازی شده در قرن ۱۹)، که ساختمان بعداً به وزارت دادگستری (۱۸۰۲ تا ۱۹۱۷) و اکنون به موزه بهداشت اختصاص یافته‌است. چواکینسکی همچنین خانه‌های کاوالیری را ساخت، پروژه ای که توسط امپراتور الیزابت سفارش داده شد و محور ساخت خانه‌هایی بود که پوشکین، سن پترزبورگ را از مناطق اطراف کاخ جدا می‌کند. این ساخت و ساز بین سالهای ۱۷۵۲–۱۷۵۳ انجام گرفت. از سال ۱۷۵۵تا ۱۷۵۸ چواکینسکی معمار آکادمی علوم روسیه بود. در طی آن سالها ویسیلی باژنوف و ایوان استاروف را آموزش می‌داد.

## نگارخانه

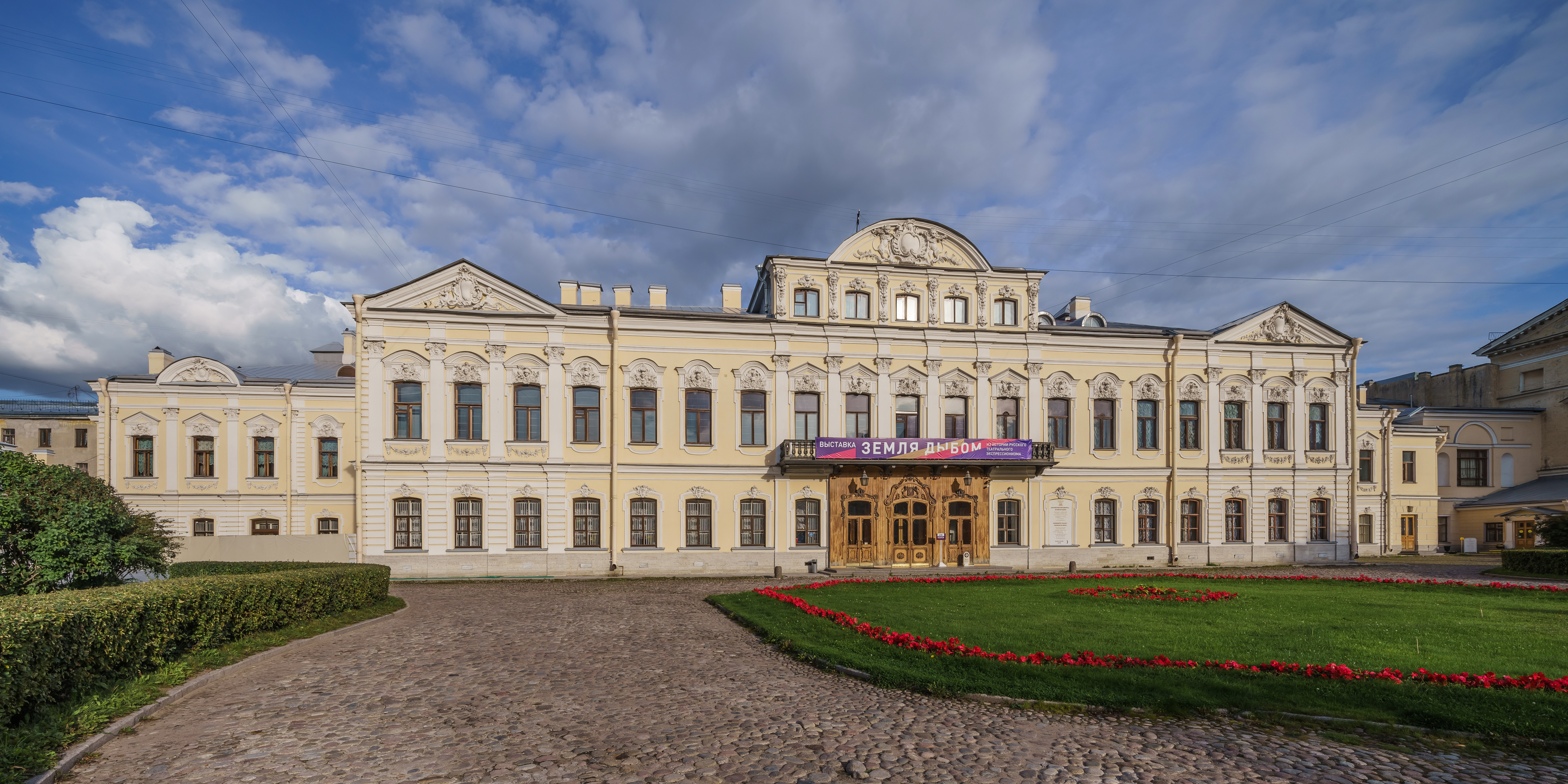
خانه چشمه
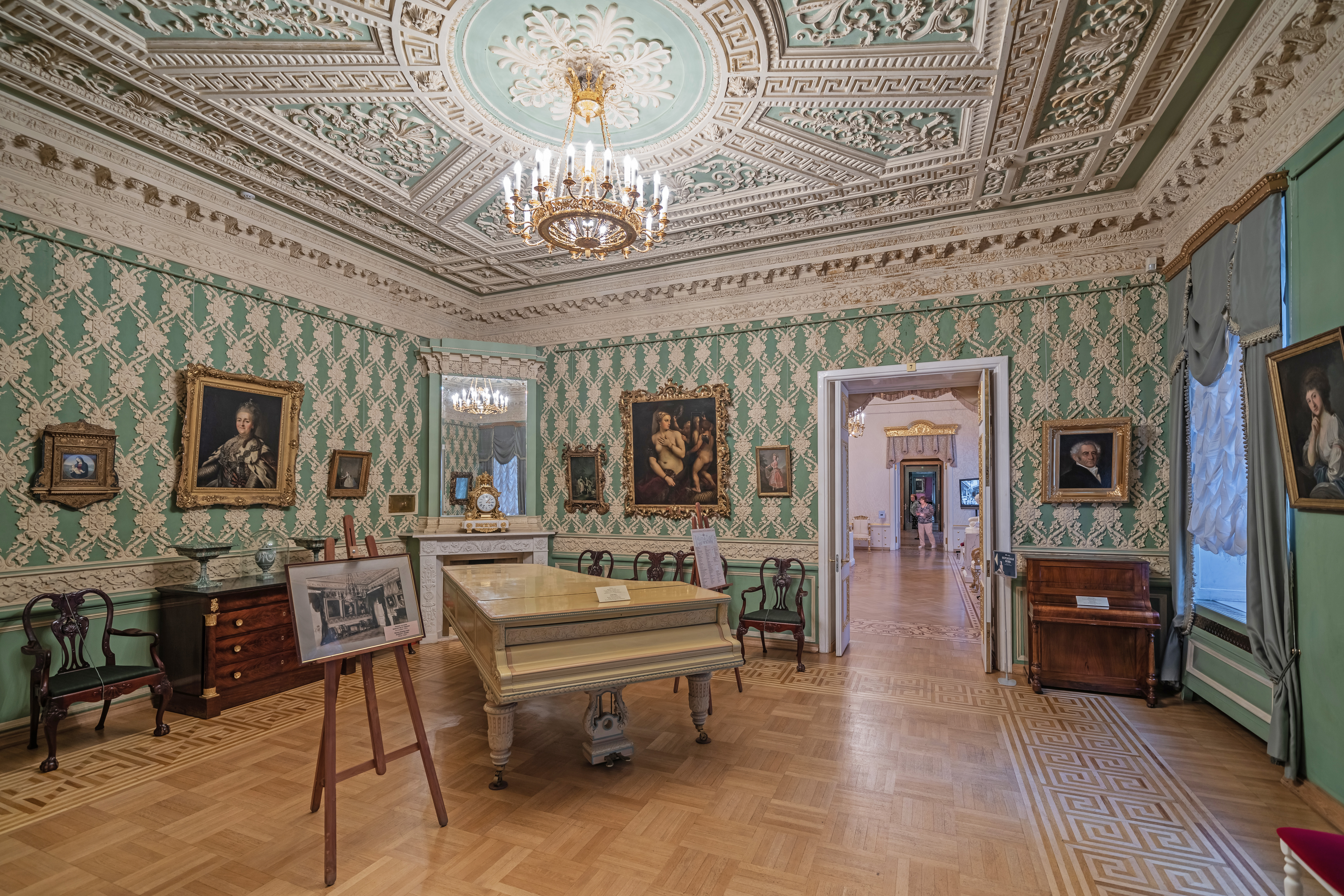
خانه چشمه
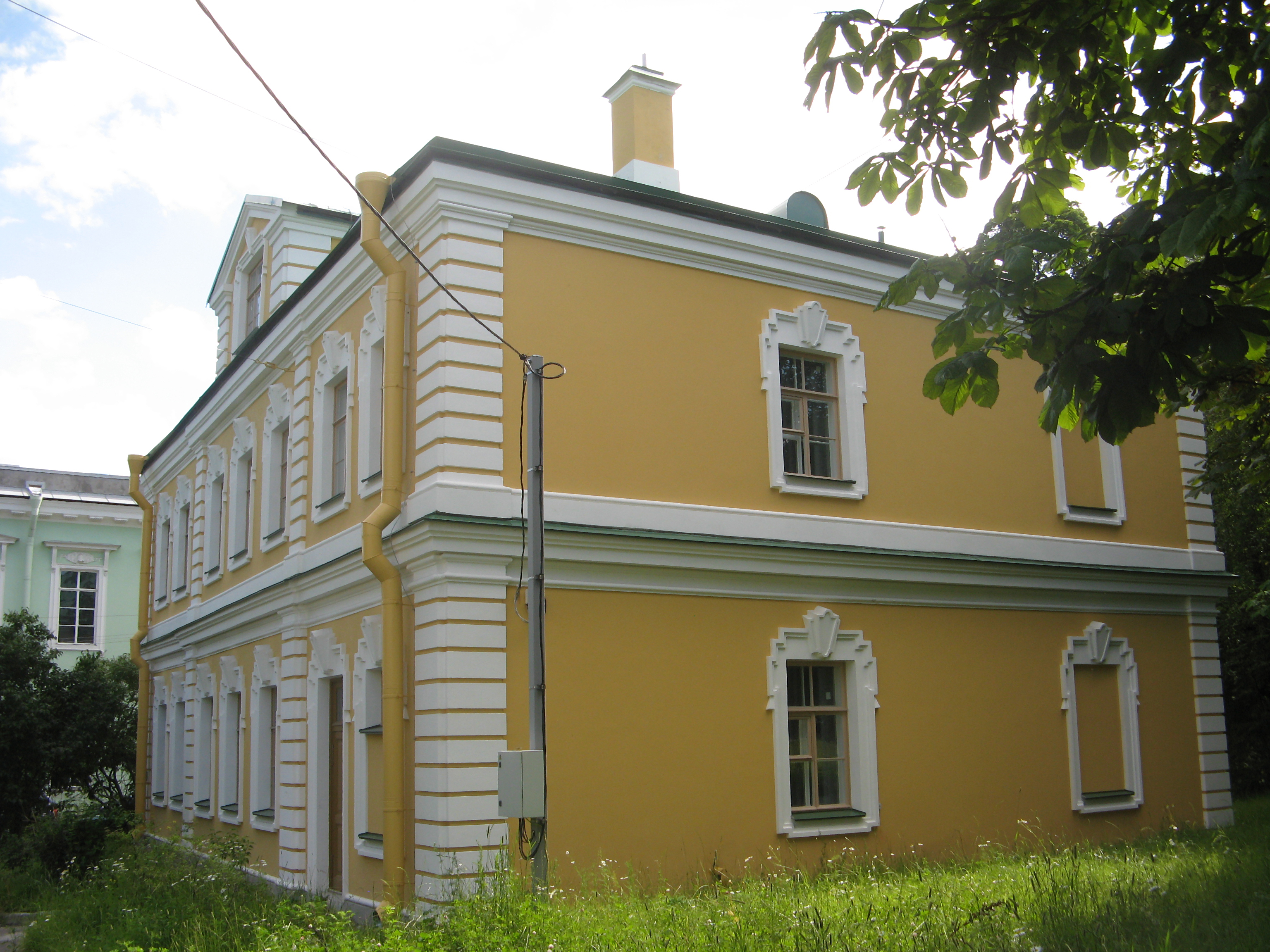
خانه‌های کاوالیری
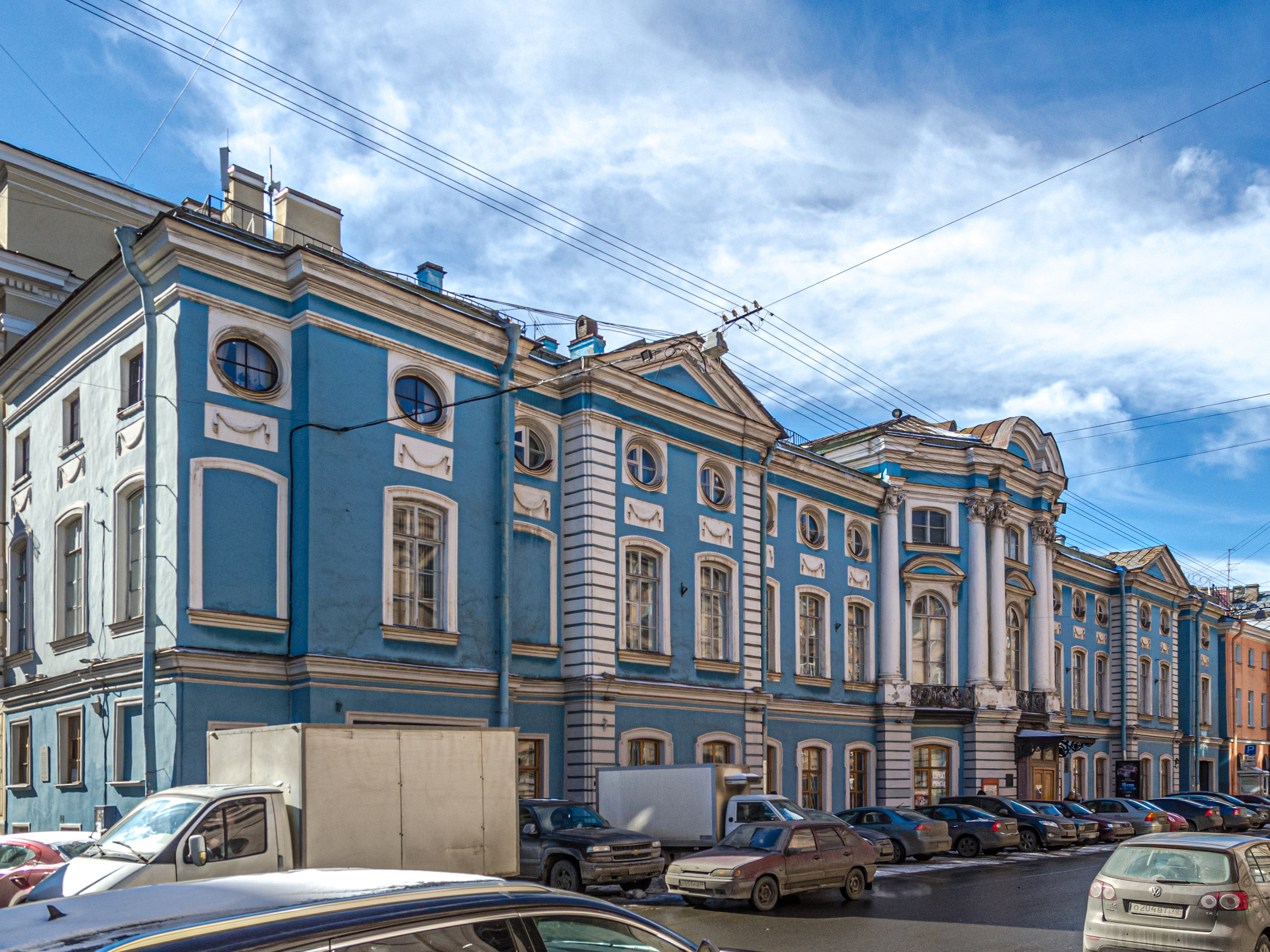
قصر شوالوفسکی
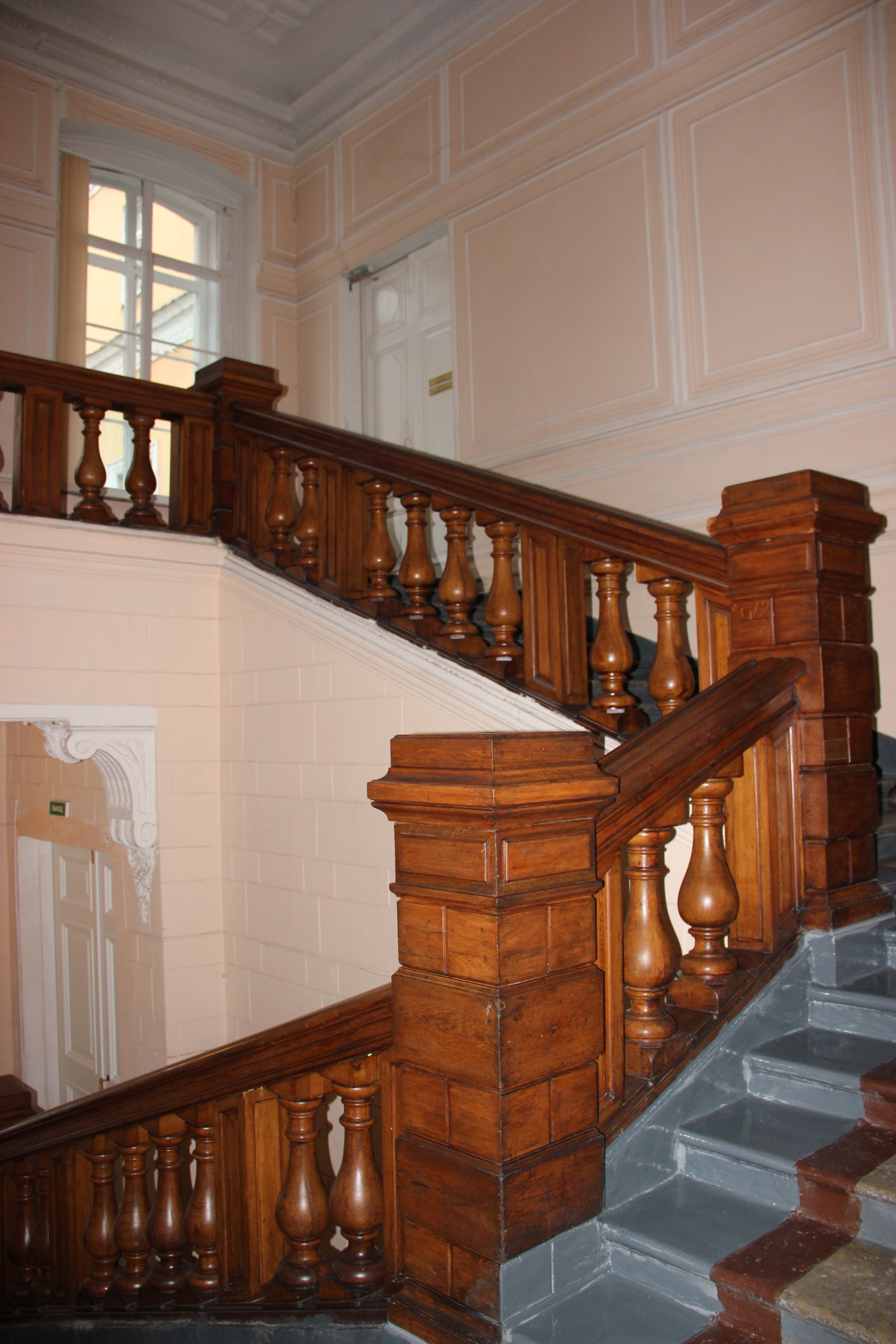
قصر شوالوفسکی
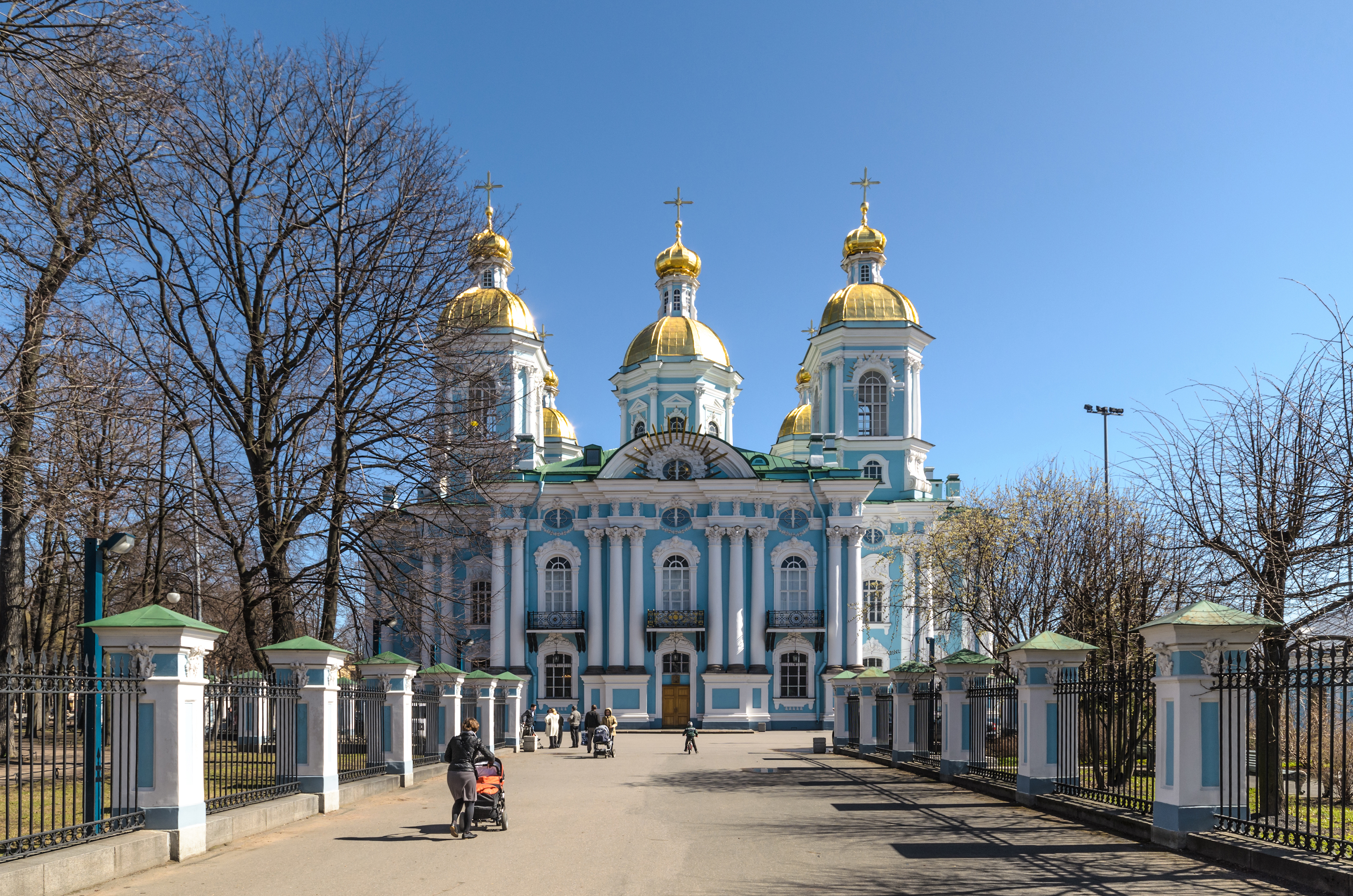
کلیسای جامع سنت نیکولا
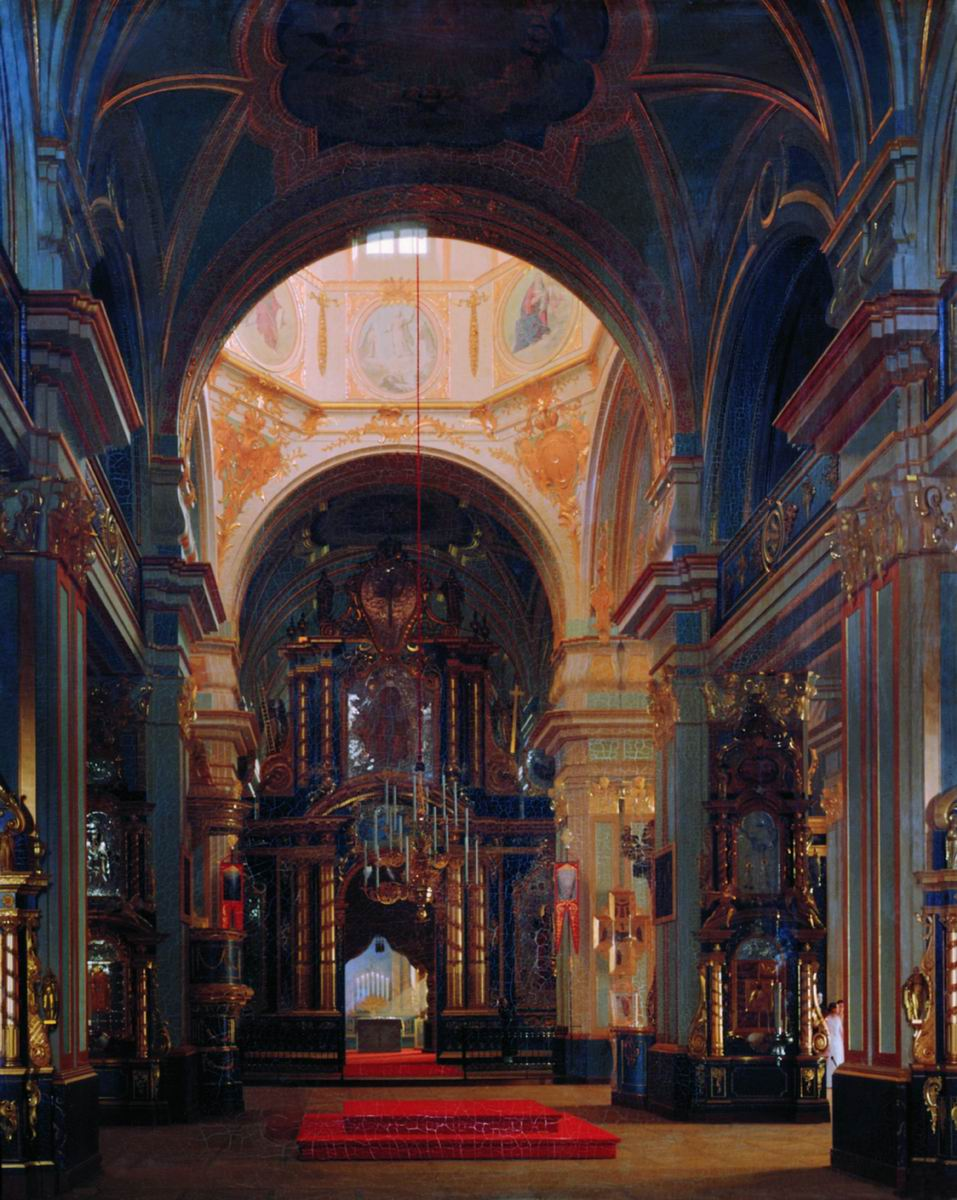
نمای درونی کلیسای سنت نیکولاس
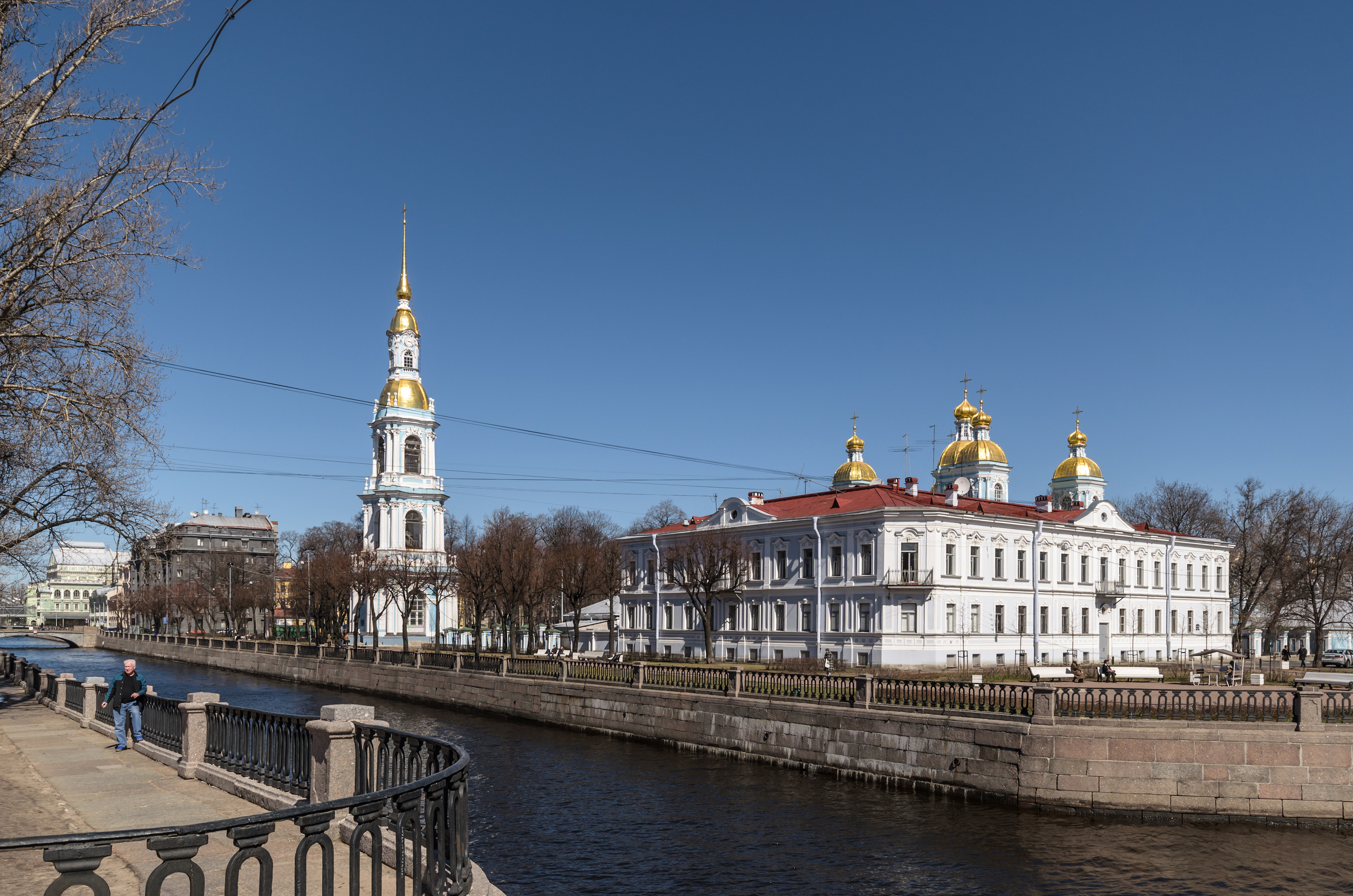
کلیسای جامع سنت نیکلاس

## مرگ
طبق برخی منابع، چواکینسکی بیین سالهای ۱۷۷۴ و ۱۷۸۰ درگذشت. منابع دیگر، مرگ وی را در سال ۱۷۸۳ می‌دانند.